# Shapeless Mountain
Der Shapeless Mountain ist ein wuchtiger und 2740 m hoher Berg im ostantarktischen Viktorialand. Er ragt westlich des oberen Endes des Balham Valley auf. 
Er wurde 1957 von der neuseeländischen Nordgruppe der Commonwealth Trans-Antarctic Expedition (1955–1958) nach seiner aus nahezu jeder Blickrichtung konturlosen (englisch shapeless) Erscheinung benannt.